# Luizianne Lins
Luizianne de Oliveira Lins (Fortaleza, Ceará, 18 de noviembre de 1968) es una periodista, profesora y política brasileña. Es diputada federal por el estado del Ceará y exalcaldesa de Fortaleza. Disputó la reelección en las elecciones municipales de 2008 y ganó en el primer turno con un 50,16% de los votos. Disputó nuevamente las elecciones municipales de Fortaleza en 2016, pero quedó en tercer lugar, con el 15,06% de los votos.

## Biografía
Licenciada en Periodismo por la Universidad Federal del Ceará (UFC), inició sus estudios universitarios en 1988. Afiliada al Partido de los Trabajadores en 1989, fue presidenta del alumnado en su Centro Académico (CA) en 1990. Dos años después, fue elegida presidenta del Consejo de Estudiantes de la UFC, el llamado Directorio Central de los Estudiantes (DCE) y en 1993, directora de la Unión Nacional de los Estudiantes (UNE). Su militancia en el Movimiento estudiantil la aupó al cargo de secretaria provincial de la Juventud del PT.
Tras pasar por la Universidad, superó un concurso como operaria pública en la Empresa Municipal de Limpieza y Urbanización (EMLURB), en la que permaneció durante diez años. También trabajó como investigadora y supervisora de campo del Instituto de Investigaciones Datafolha, asumiendo durante siete años la vicecoordinación del Instituto en el Ceará. Fue profesora de fotografía del Colegio Batista Santos Dumont, entre 1990 y 1994. Es también posgrado en Comunicación Social, Publicidad y Propaganda por la Universidad de Fortaleza (UNIFOR) y tiene plaza de profesora en el Curso de Comunicacional Social de la UFC.

## Carrera pública

### Concejala de Fortaleza
Fue la concejala más votada del Partido de los Trabajadores (PT) en 1996 y reelegida en 2000. En la Cámara Municipal, ocupó el cargo de presidenta de la Comisión de Educación, Cultura y Deporte y de presidenta de la Comisión de Defensa de la Mujer, de la Juventud y del Niño, creada en la Cámara Municipal a partir de un proyecto de su autoría.

### Diputada provincial del Ceará
En 2002, fue elegida diputada provincial, habiendo sido la cuarta más votada en el Estado y la mujer más votada entre todas. En la Asamblea, ocupó el cargo de presidenta de la Comisión de Derechos Humanos y Ciudadanía y fue titular de la Comisión de Agropecuaria y Recursos Hídricos. Su actividad siempre giró en torno a la Educación, la Juventud, la Cultura, así como las cuestiones de Género, de Medio ambiente y de defensa de los Derechos Humanos.

### Alcaldesa de Fortaleza
En octubre de 2004, fue elegida alcaldesa de Fortaleza. Fue candidata a la reelección en las elecciones municipales de 2008. El Ministerio Público del Estado del Ceará (MPECE) pidió la impugnación de su candidatura, en razón a supuestas irregularidades. El 23 de julio de 2008, el juez electoral Luiz Evaldo Gonçalves Leche, de la 116.ª vara, archivó la impugnación y confirmó el registro de la candidatura. El 5 de octubre de 2008 se celebraron las elecciones municipales y Luizianne Lins salió reelegida alcaldesa de Fortaleza.
En 2011 fue considerada uno de los 30 cearenses más influyentes del año por la revista Quiebra!

### Sucesión
En las elecciones de 7 de octubre de 2012, Luizianne apoyó la candidatura del exsecretario municipal de Educación, Elmano de Freitas (PT) al ayuntamiento de Fortaleza, contra otros nueve candidatos. El petista fue al segundo turno con el candidato Roberto Cláudio (PSB), apoyado por el gobernador Cid Gomes. En el 2.º turno, Elmano obtuvo el 46,98% de los votos válidos, contra el 53,02% de Roberto Cláudio,
En las elecciones estatales del 5 de octubre de 2014, quedó en 9.ª posición de los 22 diputados federales electos, con 130.717 (2,99% de los votos válidos).
Luizianne Lins fue nuevamente proclamada candidata para las municipales de Fortaleza el 28 de mayo de 2016. Las elecciones se celebraron el 2 de octubre de 2016 y Luizianne Lins quedó en la 3.ª posición, con el 15,06% de los votos.